# Autochloris serra
Autochloris serra är en fjärilsart som beskrevs av William Schaus 1892. Autochloris serra ingår i släktet Autochloris och familjen björnspinnare. Inga underarter finns listade i Catalogue of Life.